# Viasat 3
Viasat 3 är en ungersk TV-kanal. Kanalen grundades som Alfa TV men blev senare uppköpta av det svenska mediabolaget MTG år 2000 och fick därmed sitt namn ändrat. TV-kanalen började sända under namnet Viasat 3 i oktober år 2000.
Kanalen var den första kanalen som släppte en dokusåpa år 2001. Såpan hette a Bár vilket var en motsvarighet till Baren. Kanalen visar dessutom UEFA Champions League.